# 충주 마수리 농요
충주 마수리 농요(忠州 馬水里 農謠)는 충청북도 충주시 신니면 일대에서 전해 내려오는 농요로서, 농사지을 때 풍년을 기원하며 부르던 노래이다. 충북 지역의 특색을 보여주는 노동요로서의 가치가 높다. 하지만 해당 전승은 기능보유자와 보존회 사이의 갈등으로 인해 문화재 지정이 취소되는, 무형문화재로서는 사상 초유의 일에 휘말리기도 했다.